# Phare de Maughold Head
Le phare de Maughold Head est un phare situé sur le promontoire de Maughold Head (en) à l'extrémité sud de la Ramsey Bay (en) sur l'Île de Man.
Le phare est géré par le Northern Lighthouse Board (NLB), l'organisation de l'aide maritime des côtes d'Écosse et de l'Île de Man.

## Histoire
Achevé en 1914, le phare a été construit par David et Thomas Stevenson. Il a été réalisé à la suite d'une plainte déposée par Lord Inverclyde, propriétaire de la Cunard Line, qu'un certain nombre de navires avaient échoué en raison d'une mauvaise signalisation maritime près de la Whitestone Bank (en) et qu'un signal de brouillard devait être construit à Maughold Head. Cette nécessité d'un nouveau phare fut approuvée en 1909 par les commissaires du Northern Lighthouse Board. Trinity House déclara qu'il y avait déjà un signal de brouillard et un signal lumineux établi par le bateau-phare Bahama Bank Lightship (en). Mais après une discussion plus approfondie, et avec le soutien de la Commission du Commerce, les travaux furent entrepris pour la création d'un phare sur Maughold Head.
La station se compose d'une tour de maçonnerie de 23 mètres de haut peinte en blanc, avec lanterne noire et galerie. Un ensemble de 127 marches relie la tour à la maison du gardien bâtie plus haut. L'optique a été fourni par Chance Brothers (en) de Smethwick, le signal de brouillard et d'autres équipements auxiliaires par Dove & Co d'Edimbourg. La lentille de Fresnel de 1er ordre d'origine est toujours utilisée.
Le phare de Maughold Head est devenu opérationnel le 15 avril 1914, et le phare de Bahama Bank a été par la suite mis hors service. Avec une hauteur focale de 65 mètres au-dessus de la mer, sa lumière peut être vue pendant 21 milles nautiques, de trois éclairs de lumière blanche toutes les trente secondes. Le signal de brouillard, qui avait justifié la création de la station, produisait un seul blast toutes les 90 secondes. Il a été désactivé en 1987.
À la suite de son automatisation en 1993, les logements de l'ancien gardien ont été transformés en chambres d'hôtes. Ils ont ensuite été vendus en 2014.

### Lien connexe
- Liste des phares de l'île de Man